# Figuerola del Camp
Figuerola del Camp là một đô thị trong comarca Alt Camp, Tarragona, Catalonia, Tây Ban Nha.

## Biến động dân số
| 1900 | 1930 | 1960 | 1990 | 2007 |
| ---- | ---- | ---- | ---- | ---- |
| 758  | 570  | 349  | 232  | 330  |

- Biến động dân số từ năm 1717 đến năm 2007

1717-1981: población de hecho; 1990-: población de derecho